# Ключ (село, Болгария)
Ключ (болг. Ключ) — село в Благоевградской области Болгарии. Входит в состав общины Петрич. Находится примерно в 16 км к западу от центра города Петрич и примерно в 73 км к югу от центра города Благоевград. По данным переписи населения 2011 года, в селе  проживало 929 человек.
Исторически Ключ знаменит тем, что 29 июля 1014 года византийские войска около села нанесли болгарскому тяжёлое поражение, ускорив падение Западно-Болгарского царства. Каждый август, начиная с 2001 года, из села выдвигаются международные (Болгария—Греция—Македония) экскурсии к пограничной горе Тумба.

## Население
| Год     | 1934 | 1946 | 1956 | 1965 | 1975 | 1985 | 1992 | 2001 | 2011 |
| ------- | ---- | ---- | ---- | ---- | ---- | ---- | ---- | ---- | ---- |
| Жителей | 759  | 1029 | 1243 | 1351 | 1196 | 1238 | 1210 | 1123 | 929  |

| Национальность | Человек | Процент |
| -------------- | ------- | ------- |
| болгары        | 857     | 99,3%   |
| другие         | 4       | 0,46%   |
| Всего ответов  | 863     |         |

|  |